# Afrosciadium
Afrosciadium je rod biljaka iz porodice štitarki, smješten u tribus Tordylieae. Postoji 18 priznatih vrsta raširenih po Africi, od Sudana i Etiopije na sjeveru, na jug do JAR-a.
Rod je opisan 2008. godine, a u njega su smještene vrste izdvojene iz roda Peucedanum.

## Vrste
1. Afrosciadium abyssinicum (Vatke) P.J.D.Winter
2. Afrosciadium articulatum (C.C.Towns.) P.J.D.Winter
3. Afrosciadium caffrum (Meisn.) P.J.D.Winter
4. Afrosciadium dispersum (C.C.Towns.) P.J.D.Winter
5. Afrosciadium englerianum (H.Wolff) P.J.D.Winter
6. Afrosciadium eylesii (C.Norman) P.J.D.Winter
7. Afrosciadium friesiorum (H.Wolff) P.J.D.Winter
8. Afrosciadium gossweileri (C.Norman) P.J.D.Winter
9. Afrosciadium harmsianum (H.Wolff) P.J.D.Winter
10. Afrosciadium kerstenii (Engl.) P.J.D.Winter
11. Afrosciadium lundense (Cannon) P.J.D.Winter
12. Afrosciadium lynesii (C.Norman) P.J.D.Winter
13. Afrosciadium magalismontanum (Sond.) P.J.D.Winter
14. Afrosciadium natalense (Sond.) P.J.D.Winter
15. Afrosciadium nyassicum (H.Wolff) P.J.D.Winter
16. Afrosciadium platycarpum (Sond.) P.J.D.Winter
17. Afrosciadium rhodesicum (Cannon) P.J.D.Winter
18. Afrosciadium trisectum (C.C.Towns.) P.J.D.Winter